# Bonniers litterära magasin

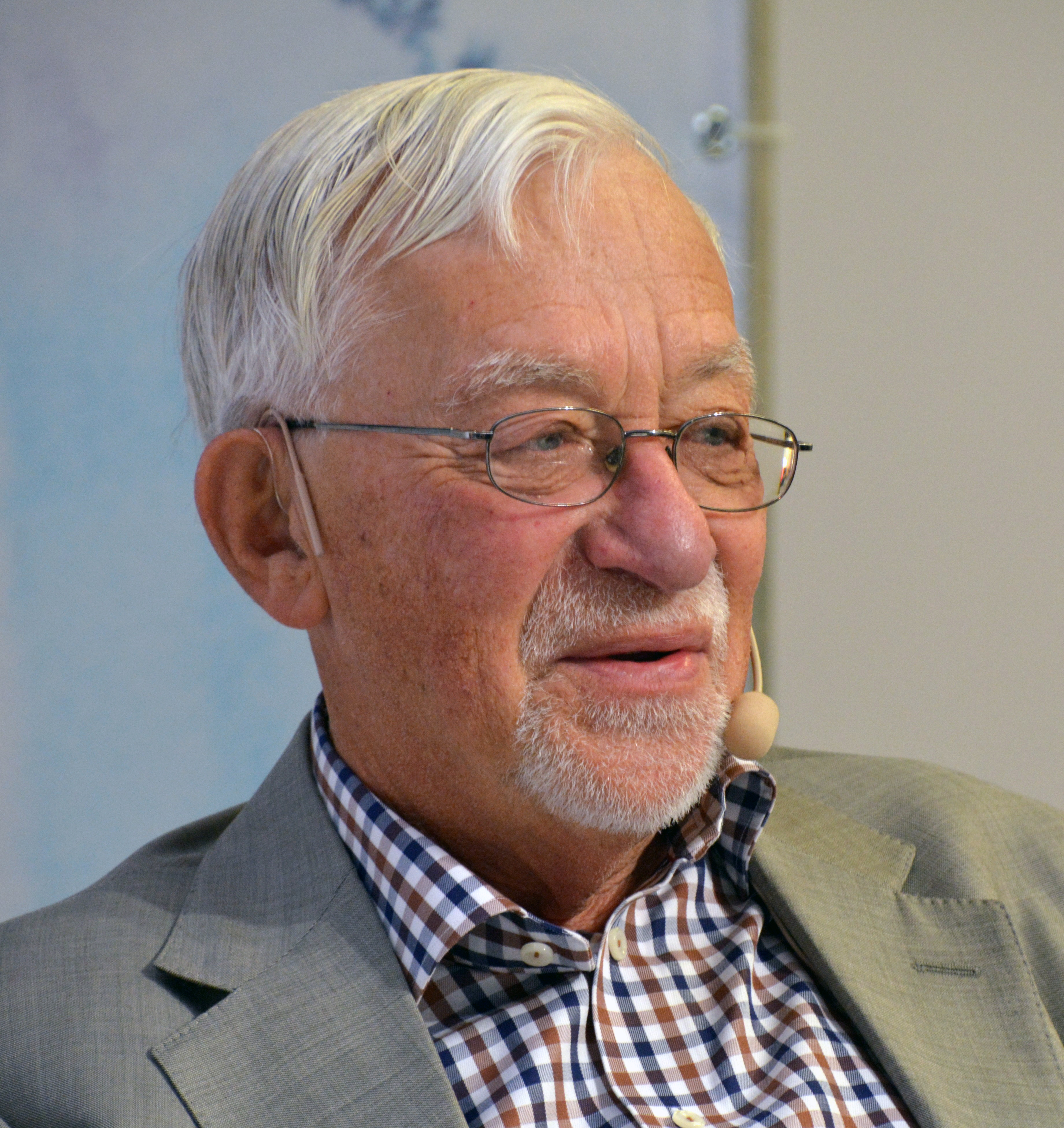
Lars Gustafsson, redaktör 1962–1972.

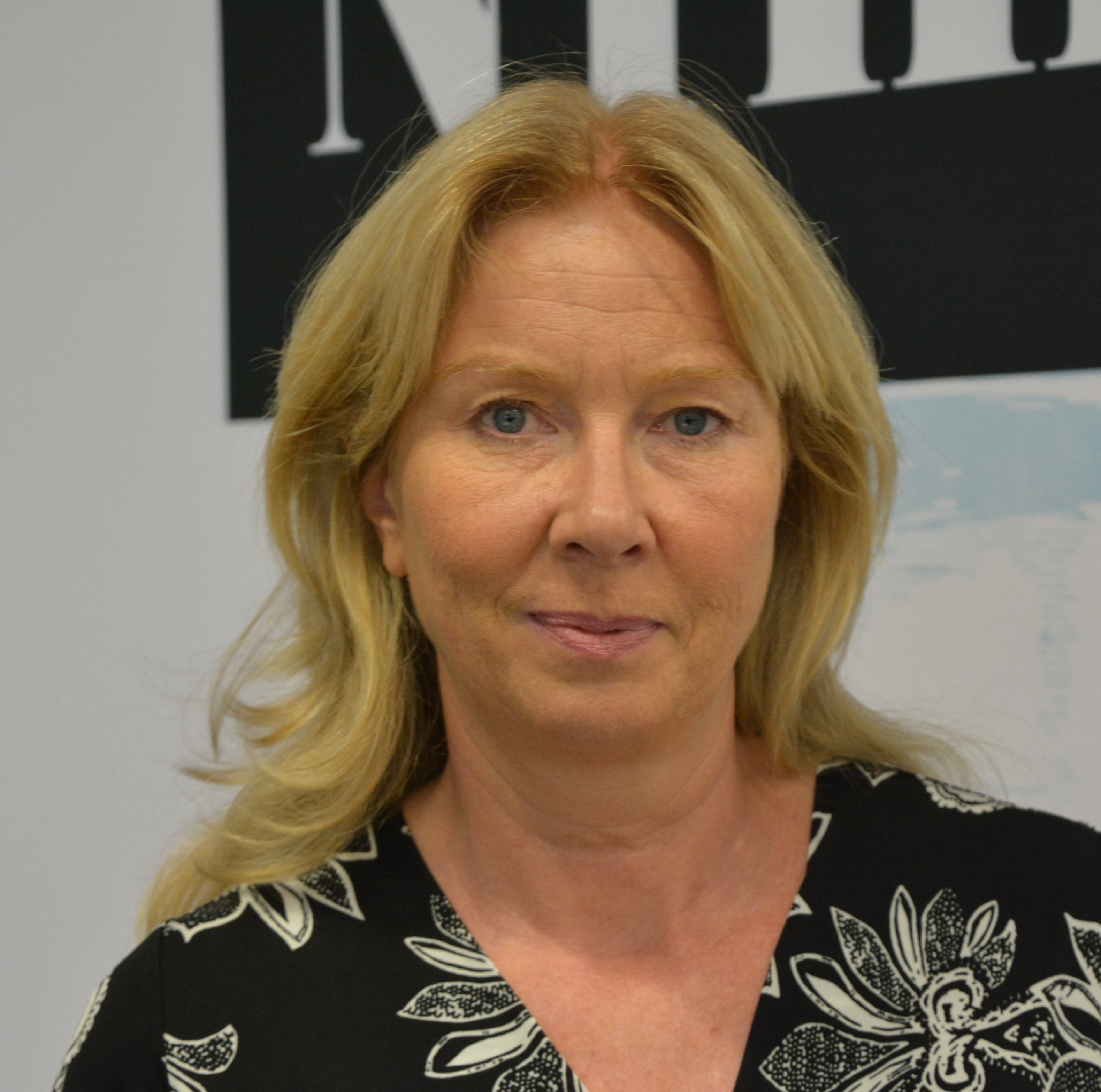
Åsa Beckman, redaktör 1988–1990.

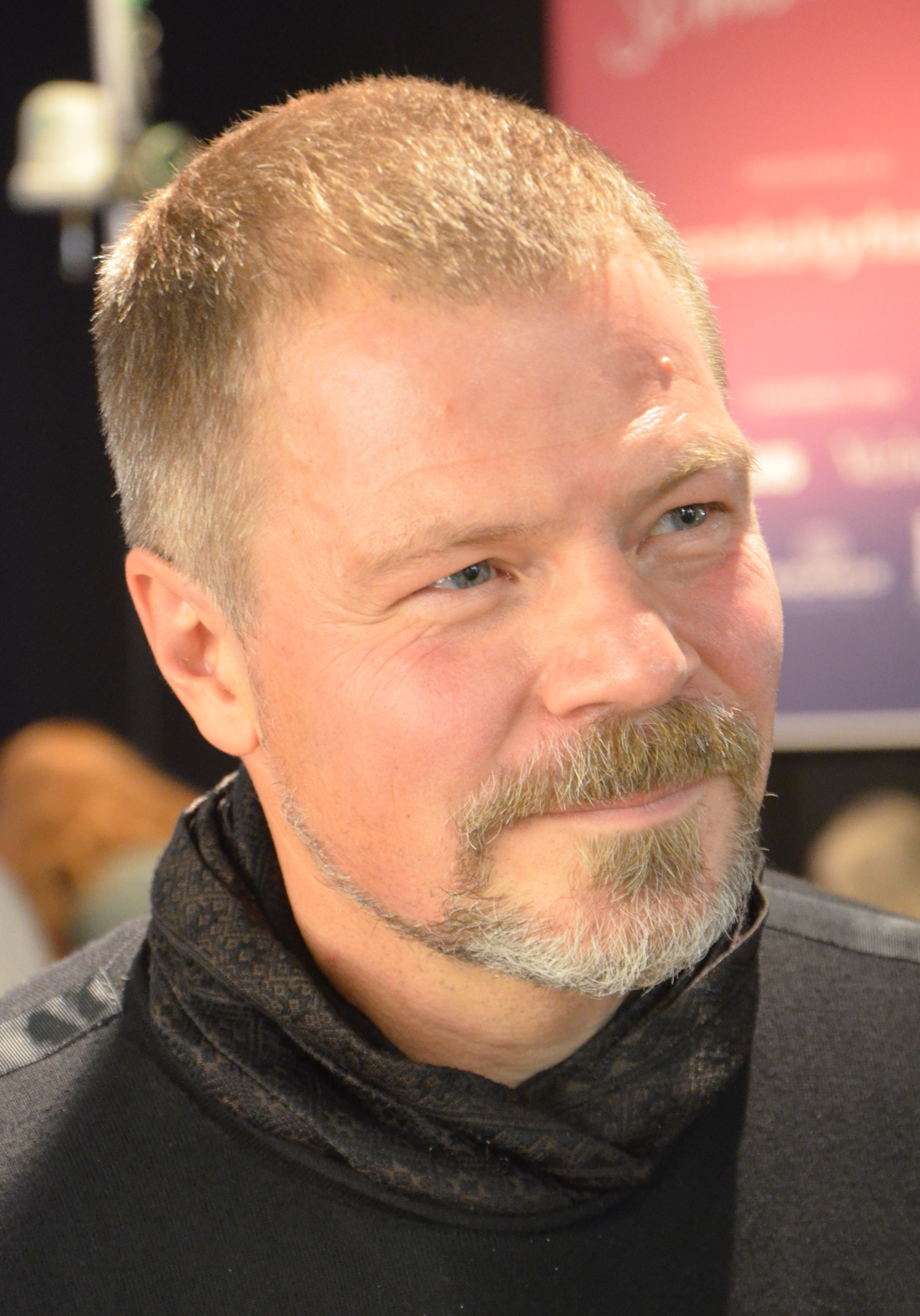
Kristoffer Leandoer, redaktör 2002–2004 tillsammans med Aase Berg.

Bonniers litterära magasin (BLM), ibland kallad "Blemman", var en svensk litteraturtidskrift. BLM utgavs 1932–2004, med ett uppehåll 2000–2002, av Albert Bonniers förlag.

## Historik
Grundadet 1932 av Bonniers litterära magasin ingick i omvandlingen av familjeföretaget Bonniers till en mediekoncern, där nya författare genom tidskrifterna också kunde knytas till bokförlaget. Bonniers hade 1929 köpt Åhlén & Åkerlunds förlag, som utgav flera tidskrifter. BLM:s förste redaktör var den unge konsthistorikern Georg Svensson, som närmast dessförinnan varit förläggare på Natur och Kultur.
BLM var under stora delar av 1900-talet en viktig svensk tidskrift för kritik och anmälningar av ny litteratur och poesi. Ända in på 1970-talet kom den ut med tio nummer om året, varav ett sommarnummer för de tre sommarmånaderna. Tidskriften bestod av skönlitterära bidrag, av essäer om och översikter av svensk och utländsk litteratur samt av recensioner av böcker.  Också film och teater recenserades, bland annat film med Harry Schein som recensent 1948–1956. Recensionsavdelningen utgjorde från första början en betydande del av tidskriften.
Tidskriften lades ned 1999, men återuppstod i januari 2002. Den lades ned för andra gången efter 14 nummer i april 2004. Under dess senare utgivningstid, i slutet av 1990-talet och under den andra utgivningsperioden 2002-2004, hade tidskriften omkring 1 300 prenumeranter. Tidskriften utgavs då i fyra nummer per år.

## Innehåll och stil
Det första numret i februari 1932 hade artiklar författade av John Landquist, Marika Stiernstedt, Sven Stolpe, Agnes von Krusenstjerna, Rütger Essén, Waldemar Hammenhög, Artur Lundkvist, Louis Bromfield, Ansgar Roth (1879–1949), tidskriftens redaktör Georg Svensson och Sigfrid Svensson. Lösnummerpriset var en krona, och en årsprenumeration med tio nummer kostade nio kronor.
| ”                                                      | Bonniers litterära magasin vänder sig till vad som populärt kallas den litterärt intresserade publiken. Begreppet är svävande och mycket rymligt, det har plats både för professorer i litteraturhistoria och personer, som icke ha möjlighet att läsa mer än ett dussin böcker om året. Icke förty är det något av en kvalitetsbeteckning, som inte saklöst kan appliceras på envar, som överhuvudtaget läser litteratur. En person, som köper och läser en bok utan att fråga efter vem dess författare är, kan inte kallas litterärt intresserad. Man fordrar nog också i allmänhet av den litterärt intresserade, att han skall bilda sig ett omdöme om vad han läser samt att detta omdöme har en rikare vokabulär än blott de båda ytterligheterna "långtråkig" och "spännande" ... ...Bonniers litterära magasin vill vara en spegel för den andliga utvecklingen, speciell sådan den kommer till uttryck i litteraturen. | „ |
| – "Anmälan", i det första numret av BLM, februari 1932 | |   |

## Redaktörer
- 1932–1948: Georg Svensson
- 1949–1961: Åke Runnquist
- 1962–1966: Daniel Hjorth
- 1962–1972: Lars Gustafsson
  - 1966–1970: Leif Zern
  - 1970–1971: Jan Stolpe
- 1973–1976: Theodor Kallifatides
- 1977–1984: Hans Isaksson
  - 1977–1982: Lars Grahn
- 1982–1987: Lennart Hagerfors
- 1985–1990: Ola Larsmo
  - 1988–1990: Åsa Beckman
- 1991: Magnus Palm
- 1992–1993: Maria Schottenius
- 1993–1996: Stephen Farran-Lee
- 1997: Astrid Trotzig
- 1997–1999: Jan Henrik Swahn
- Ej utgiven 2000–2002
- 2002–2004: Kristoffer Leandoer och Aase Berg